# Капанадзе, Тариэл Давидович
Тариэ́л Дави́дович Капана́дзе (груз. ტარიელ დავითის ძე კაპანაძე; род. 1 декабря 1962 или 30 декабря 1962, Тбилиси) — советский и грузинский футболист, правый полузащитник.

## Карьера
Тариэл Капанадзе начал заниматься футболом в 35-й футбольной школе Тбилиси. В 1980 году он начал карьеру в дубле тбилисского «Локомотива», выступавшего во Второй лиге чемпионата СССР. Затем Тариэл перешёл в тбилисское «Динамо», где выступал за дубль клуба.
В 1984 вернулся в «Локомотив», где провел ещё 3 сезона во 2-й лиге.
В 1987 году, после того как «Локомотив» покинул 2-ю лигу, перешёл в клуб «Гурия» из Ланчхути. Команда в тот год впервые играла в высшей лиге чемпионата СССР. Новичку трудно было закрепиться в составе и в итоге он провёл только 2 игры. В том же сезоне он перешёл в клуб Первой лиги «Торпедо» из Кутаиси, за которое провёл 9 игр.
В 1988 Тариэл Капанадзе перешёл в клуб «Металлург» из Рустави, позже переименованный в клуб «Горда». Сначала 2 сезона провел во 2-й лиге, а с 1990 — в чемпионате Грузии. Всего играл в Рустави на протяжении 6 лет, дважды став бронзовым призёром чемпионата Грузии.
В 1993 году Капанадзе перешёл в украинский клуб «Темп» из Шепетовки, выступавший в Высшей лиге чемпионата Украины, который спонсировал грузинский бизнесмен Джумбер Нешнианидзе, пригласивший нескольких игроков из родной страны. В первом сезоне Капанадзе занял с клубом 9-е место, на следующий год клуб занял лишь 17-е место и «вылетел» из высшего дивизиона.
Зимой 1996 года Капанадзе перешёл в клуб «Нива» из Тернополя. Там он провёл 6 лет, выступая на позиции нападающего. В этом клубе Тариэл стал штатным исполнителем стандартных положений.
В 2002 году Капанадзе покинул Украину и перешёл в российский клуб «Динамо-ГАИ», выступавший в первенстве Нижегородской области. Он провёл в клубе полтора года, забив 17 голов. Летом 2003 года Капанадзе перешёл в нижегородский «Локомотив» (клуб Второго дивизиона), за который выступал 2 года, проведя 24 матча и забив 5 голов. В 2004 году Тариэл завершил карьеру.

## После карьеры
После завершения карьеры игрока Капанадзе начал преподавать в Нижегородской академии футбола, которую организовал футбольный арбитр Игорь Егоров. В 2009 году его команда стала победителем чемпионата города Нижнего Новгорода по футболу среди игроков 1998 года рождения.

## Достижения
Бронзовый призёр чемпионата Грузии: 1990, 1992

## Личная жизнь
Брат-близнец другого футболиста, Автандила Капанадзе. Тариэл женат, жену зовут Лаура, есть дочь Кристина (18.06.1991),  сын Давид (26.04.1988) — футболист, спортивный директор Академии Нижний Новгород и тренер.